# 富山允就
富山 允就（とみやま まさなり、1928年7月30日 - 2005年11月7日）は、日本の実業家。玩具メーカー・トミー（現・タカラトミー）第2代社長。本名は富山 長次郎（とみやま ちょうじろう）。東京都出身。

## 来歴・人物
富山商事専務時代に父・栄市郎の命で鉄道模型「プラレール」を製作。1974年、富山玩具製作所創業から50周年を機に父の後継でトミー第2代社長に就任し、消費者センター設立などの組織改革を実施すると共に米国やヨーロッパに相次いで現地法人を設立する。「黒ひげ危機一発」や「ゾイド」など自社開発のヒット商品を次々に送り出す一方で、競合事業者のバンダイが積極的であったキャラクター商品を用いたコンテンツビジネスには消極的な路線を採り続けた。
しかし、日本国内市場よりも玩具の輸出に重点を置く経営方針が1985年のプラザ合意に端を発する円高の急伸で破綻し、取締役の長男・幹太郎が提示した日本国内の工場を1箇所を除いて閉鎖するリストラ案を巡って対立を続けた末に1986年、幹太郎に社長職を譲り会長に就任。2000年に日本玩具文化財団より第3回玩具文化貢献賞を受賞する。
2005年11月7日、心不全のため栃木県下都賀郡壬生町の病院で死去。77歳。